# Султанат
Султанат — офіційна назва ісламської держави або області (регіону, так званого губернаторства, замість слова держава, штат, область, регіон або губернаторство), де керівником держави, області або регіону є султан.
| Назва                              | Оригінальна назва                                                | Роки існування              | Столиця                            | Місцезнаходження                                                       | Примітка                                    |
| ---------------------------------- | ---------------------------------------------------------------- | --------------------------- | ---------------------------------- | ---------------------------------------------------------------------- | ------------------------------------------- |
| Агадес                             |                                                                  | 1449 — 1904                 | Агадес                             | плоскогір'я Аїр, північний Нігер                                       |                                             |
| Асахан                             | індонез. Asahan                                                  | 1630 — 1867                 | Танджунг-Балай                     | Суматра                                                                | Султан Асахана мав титул «Срі Падука Раджа» |
| Ачеський султанат                  | індонез. Aceh                                                    | 1496 — 1903                 | Банда-Ачех                         | Суматра                                                                |                                             |
| Бантенський султанат (Бантамський) | індонез. Banten                                                  | 1527 — 1813                 | Бантам                             | західна частина острова Ява (острів)                                   |                                             |
| Бенгальський султанат              | перс. شاه‌ای‌بنگله, бенг. বাংলা সালতানাত                                 | 1352 — 1576                 | Гаур, Сонаргаон, Пандуа            | Бенгалія                                                               |                                             |
| Борчалинський султанат             | азерб. Borçalı sultanlığı, груз. ბორჩალის სასულთნო               | 1604 — 1765                 |                                    | Борчали                                                                |                                             |
| Бруней                             | малай. Brunei                                                    |                             | Бандар-Сері-Бегаван                | Південно-Східна Азія                                                   |                                             |
| Газневидський султанат             | перс. سلطنت غزنویان‎                                              | 977 — 1186                  | Газні (963–1151) Лахор (1151–1187) | Південна Азія                                                          |                                             |
| Дамагарам                          |                                                                  | 1731 — 1899                 | Зіндер                             | південний Нігер                                                        |                                             |
| Дарфурський султанат               | араб. سلطنة الدارفور                                             | поч. XVI ст. — 1916         |                                    | Дарфур, Судан                                                          | Виник на основі султанату Кордофан          |
| Делійський султанат                | перс. سلطنت دهلی гінді दिल्ली सल्तनत бенг. দিল্লীর সুলতান                 | 1206 — 1555                 | Делі                               | Індія                                                                  |                                             |
| Демак                              | індонез. Kesultanan Demak                                        | 1476 — кін. XVI ст.         | Демак                              | захід Яви                                                              | Перша мусульманська держава на острові Ява  |
| Джок'якартський султанат           | індонез. Kesultanan Yogyakarta                                   | 1755 — 1950                 |                                    | центральна частина острова Ява                                         |                                             |
| Занзібарський султанат             | араб. سلطنة زنجبار                                               | 1861 — 1964                 | Занзібар                           | Танзанія                                                               |                                             |
| Ілісуйський султанат               | азерб. İlisu sultanlığı груз. ელისუს სასულთნო                    | XVI — 1844                  | Цахур, Ілісу                       | південний Азербайджан та південний Дагестан                            |                                             |
| Катірі                             | араб. الكثيري ‎‎                                                   | 1379 — 1967                 | Сайвун                             | Хадрамаут                                                              |                                             |
| Куайті                             | араб. السلطنة القعيطية ‎‎                                          | 1866 — 1967                 | Шихр, Мукалла                      | Ємен                                                                   |                                             |
| Лахедзький султанат                | араб. سلطنة لحج‎‎                                                  | 1728 — 1967                 | Лахдж                              | Лахдж                                                                  | Султанатом керувала династія Абдалі         |
| Маджиртинський султанат            | сом. Saldanadda Majeerteen араб. سلطنة مجرتين                    | сер. XVIII ст. — 1927       | Хафун                              | Африканський Ріг                                                       |                                             |
| Малайзія                           | малай. Malaysia                                                  |                             | Куала-Лумпур                       | Південно-східна Азія                                                   |                                             |
| Мамлюкський султанат               | араб. سلطنة المماليك                                             | 1250 — 1517                 | Каїр                               | Єгипет                                                                 |                                             |
| Сеннарський султанат               | араб. سلطنة سنار                                                 | XVI — XIX ст.               |                                    | Судан                                                                  |                                             |
| Оман                               | араб. سلطنة عُمان‎                                                 |                             |                                    |                                                                        |                                             |
| Хобьо                              | сом. Saldanadda Hobyo араб. سلطنة هوبيو                          | 1878 — 1925                 | Хобьо                              | Африканський Ріг                                                       |                                             |
| Куткашенський султанат             | азерб. Qutqaşen sultanlığı                                       | сер. XVIII — кін. XVIII ст. |                                    | північ Азербайджану                                                    |                                             |
| Малаккський султанат               | малай. Kesultanan Melayu Melaka                                  | 1400 — 1511                 |                                    | Малайзія та західна Індонезія                                          |                                             |
| Магінданао                         | араб. سلطنة ماغويندناو                                           | XV — XIX ст.                |                                    | острів Мінданао, Філіппіни                                             |                                             |
| Матарам                            | індонез. Kesultanan Mataram                                      | 1575 — 1755                 |                                    | Ява                                                                    |                                             |
| Махра                              | араб. سلطنة المهرة                                               | XVI ст. — 1967 р.           |                                    | Південний Ємен                                                         |                                             |
| Нижній Аулакі                      | араб. سلطنة العوالق السفلى                                       | XVIII ст. — 1967 р.         |                                    | Південний Ємен                                                         |                                             |
| Османський султанат                | осман. دولت عالیه عثمانیه, трансліт. Devlet-i Âliyye-i Osmâniyye | 1299 — 1922                 |                                    | більша частина Південно-Східної Європи, Західна Азія і Північна Африка |                                             |
| Сельджуцький султанат              | перс. امپراتوری سلجوقی                                           | 1037 — 1194                 |                                    | Близький і Середній Схід                                               |                                             |
| Конійський султанат                |                                                                  | 177 — 1307                  |                                    | Мала Азія                                                              |                                             |
| Сіак                               | індонез. Kesultanan Siak                                         | 1723 — 1946                 |                                    | східне узбережжя острова Суматра                                       |                                             |
| Сулу                               | малай. Kesultanan Sulu                                           | 1457 — 1917                 |                                    | північна частина острова Борнео                                        |                                             |
| Тернатський султанат               | індонез. Kesultanan Ternate                                      | 1257 — 1945                 |                                    | Індонезія                                                              |                                             |
| Фадлійський султанат               | араб. سلطنة الفضلي                                               | XV ст. — 1967               |                                    | Південний Ємен                                                         |                                             |
| Шамшадинський султанат             |                                                                  | 1747 — 1801                 |                                    | Закавказзя                                                             |                                             |